# Museo de Palestina
El Museo de Palestina es un museo en Birzeit, Estado de Palestina. Es un proyecto de la Welfare Association, una organización sin fines de lucro para el desarrollo de proyectos humanitarios en Palestina. Ubicado en Birzeit, 25 km al norte de Jerusalén, se inauguró el 18 de mayo de 2016. La exposición inaugural «Jerusalem Lives» se inauguró el 26 de agosto de 2016.

## Fundación

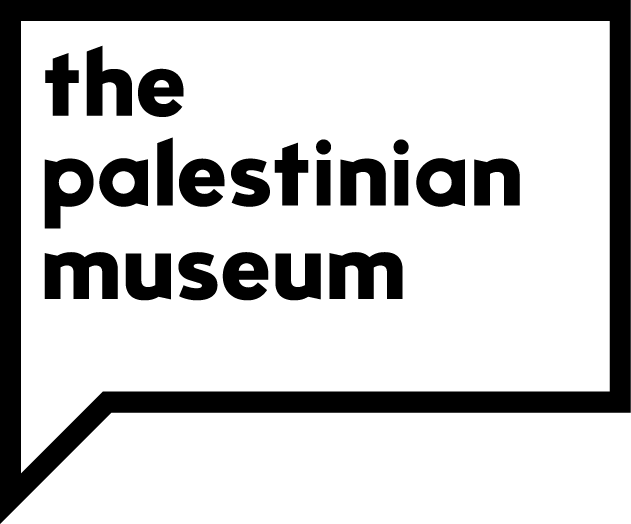
Logo del museo.

La idea de desarrollar un museo fue iniciada en 1997 por la Welfare Association con sede en Londres para conmemorar la Nakba, y más tarde se desarrolló en un punto de vista más amplio para documentar la historia, la sociedad, el arte y la cultura palestinos desde principios del siglo XIX.

No es necesariamente comenzar o parar en la Nakba, sino mirar a los palestinos antes de eso y después de eso ... tomar esa historia y esa memoria como un medio para reflexionar sobre lo que está sucediendo hoy y como una forma de pensar a través de ideas, conceptos y proposiciones para el futuro.
Jack Persekian, ex director del Museo de Palestina.

El Museo pretende ser un lugar innovador para crear y comunicar investigación, conocimiento y nuevas ideas sobre la exhibición de la sociedad palestina, el arte, la historia y la cultura. En mayo de 2015, el museo se unió oficialmente al Consejo Internacional de Museos.
En mayo de 2016, se anunció que Mahmoud Hawari sería el sucesor de Jack Persekian como director, quien dimitió en diciembre de 2015 por «diferencias sobre cuestiones de planificación y gestión» según la junta, después de tres años y medio.

## Museo sin fronteras
El Museo de Palestina tiene como objetivo trascender las fronteras políticas y geográficas, y abordar los problemas de movilidad debidos al conflicto israelí-palestino. A través de asociaciones locales, regionales e internacionales y centros afiliados, el Museo busca conectar a los palestinos en todo el mundo. Con una extensa red de alianzas dentro de la región, espera actuar como un centro de actividad cultural.

## Construcción
El edificio del museo se estima que cubre un área de casi diez acres donada por la Universidad de Birzeit, cerca de Ramala, y se proyectó con un coste inicial alrededor de $ 19 millones. Los arquitectos son Heneghan Peng, quien diseñó el Gran Museo Egipcio y su objetivo es reunir una mezcla de espacios de exposición, investigación y programas educativos. A través de sus plataformas digitales y socios internacionales, el Museo pretende conectarse con unos 10 millones de palestinos dispersos por todo el mundo, y con todos los interesados en Palestina.
El costo del edificio se eleva entre $ 24 a $ 30 millones. Los fondos fueron aportados por «más de 30 familias e instituciones palestinas privadas», incluida la Fundación Al-Qattan, el Banco de Palestina —de propiedad privada— y el Fondo Árabe para el Desarrollo Social y Económico.
El museo fue inaugurado por Mahmoud Abbas el 18 de mayo de 2016, pero estaba «plagado de una serie de sobrecostos y demoras», y algunos culparon a las autoridades aduaneras de Israel por esos retrasos.